# FC Barcelona w sezonie 1899/1900
Sezon 1899/1900 to 1. sezon w historii klubu FC Barcelona. W tym sezonie klub rozgrywał tylko mecze towarzyskie z lokalnymi klubami.

## Powstanie klubu

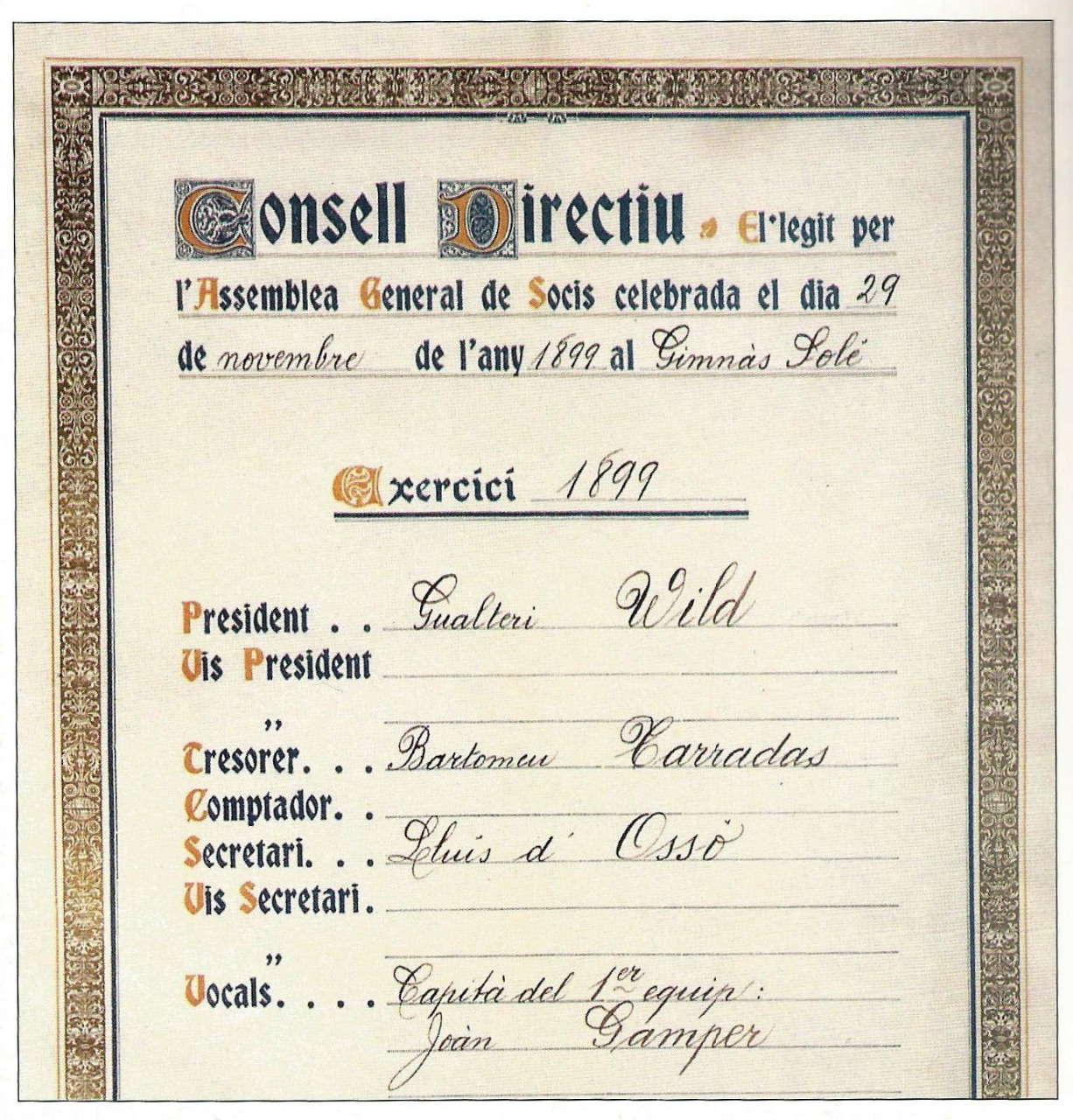
Strona z pierwszej księgi pamiątkowej Barcelony przedstawiająca pierwszą wybraną radę dyrektorów

Urodzony w Szwajcarii Hans Gamper, który przybył do Barcelony w 1898 roku z powodów zawodowych, w październiku 1899 r. umieścił ogłoszenie w magazynie Los Deportes, aby znaleźć graczy zainteresowanych utworzeniem drużyny piłkarskiej. 29 listopada 1899 roku Gamper i jedenastu innych mężczyzn (Otto Kunzle i Walter Wild ze Szwajcarii, John Parsons i William Parsons z Anglii, Otto Maier z Niemiec, oraz Lluís d’Ossó, Bartomeu Terradas, Enric Ducal, Pere Cabot, Carles Pujol i Josep Llobet z Katalonii) zebrali się w Gimnasio Solé, aby utworzyć stowarzyszenie, które będzie nosić nazwę i herb miasta: Futbol Club Barcelona.

Pierwszym prezesem klubu został Wild, skarbnikiem mianowano Terradasa, a d’Ossó powierzono funkcję sekretarza technicznego. Wybrano również barwy strojów – początkowo połowa koszulki była niebieska, a druga bordowa, rękawy w przeciwnych kolorach, a spodenki białe. Najbardziej prawdopodobna teoria dotycząca pochodzenia barw mówi, że pochodzą one z zestawu noszonego przez drużynę rugby w angielskiej szkole Merchant Taylors’, w której w młodości uczyli się bracia Witty, dwaj z pierwszych członków FC Barcelony. 

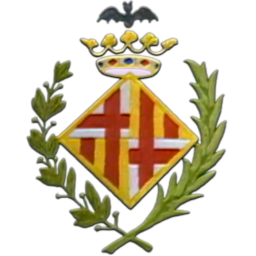
Pierwszy herb klubu

Dziesięć dni po założeniu klubu, 8 grudnia 1899 r. o godzinie 15:00, na pierwszym boisku FC Barcelony, Velodromo de la Bonanova, rozegrano pierwszy mecz. Rywalem Barçy byli Anglicy, którzy wygrali to spotkanie 1:0, a bramka padła w pierwszej połowie spotkania. Grano w dziesięcioosobowych składach. Następnego dnia w istniejącym do dziś katalońskim dzienniku „La Vanguardia” sporządzono notatkę z tego spotkania.
Swoje pierwsze zwycięstwo w historii drużyna odniosła 25 grudnia, wygrywając 3:1 w towarzyskim meczu z lokalnym zespołem Catala FC. Kilka miesięcy później zdecydowano, iż drużyna zasługuje na własne boisko, którego nie będzie musiała dzielić z inną drużyną. Zarząd wydzierżawił obiekt w pobliżu hotelu Casanovas.

## Ważniejsze wydarzenia

### 1899
- 22 października: Tygodnik sportowy Los Deportes publikuje notatkę Hansa Gampera, w której autor poszukuje kibiców piłkarskich chętnych do rozegrania kilku meczów[8].
- 19 listopada: pierwszy trening, przed założeniem stowarzyszenia, na otwartych polach wokół toru wyścigowego Can Tunis[9].
- 29 listopada: pierwsze zgromadzenie, podpisanie aktu założycielskiego klubu i powołanie zarządu z Walterem Wildem (prezesem), Bartomeu Terradesem (skarbnikiem), Lluísem d'Ossó (sekretarzem) i Hansem Gamperem (kapitanem)[10][11].
- 8 grudnia: pierwszy mecz rozegrany przez Barcelonę, mecz towarzyski, który kończy się porażką 0-1 z Team Anglès.
- 13 grudnia: drugie zgromadzenie, połączenie z Team Anglès i rozszerzenie zarządu o Johna Parsonsa (wiceprezesa), Adolfo Lópeza (członka) i Williama Parsonsa (wicekapitana). Na tym spotkaniu zatwierdzone są symbole drużyny. Zaakceptowano kolory koszulek: granatowy i bordowy, na piersi widnieje herb Barcelony[12][13][14].
- 24 grudnia: drugi mecz Barcelony (pierwszy po fuzji) i pierwsze zwycięstwo, nad FC Català 3 do 1. Gamper jest autorem pierwszej bramki w historii klubu.

### 1900
- 11 lutego: Anglik Stanley Harris zostaje pierwszym piłkarzem w historii klubu — a także w historii piłki nożnej w mieście — wyrzuconym z boiska w meczu z FC Català. Co więcej, wykluczenie było podwójne, ponieważ Gold, szkocki zawodnik, który otrzymał faul, odpowiedział ciosem pięścią i również został ukarany. Incydent ten doprowadził do bójki wśród innych graczy, w wyniku której Gamper zrezygnował z funkcji kapitana[15].
- 14 lutego: trzecie zgromadzenie, w skład którego weszli Ernest Witty (wicekapitan) i Joan Millet (wicesekretarz). Na tym spotkaniu Gamper został wezwany do wycofania rezygnacji, gdyż incydenty z poprzedniego meczu nie zostały uznane za wystarczające, ale zawarto porozumienie, że przez rok nie będzie grał przeciwko zaangażowanym szkockim partnerom[16][17].

## Spotkania
| 8 grudnia 1899 | FC Barcelona | 0:1 | Team Anglès | Velodromo de la Bonanova  |  |
| 15:00          |              |     |             | Sędzia: Arthur Leask Mace |  |
|                |              |     |             | Sędzia: Arthur Leask Mace |  |

| 24 grudnia 1899 | FC Barcelona | 3:1 | FC Català | Velodromo de la Bonanova  |  |
| 15:00           |              |     |           | Sędzia: Arthur Leask Mace |  |
|                 |              |     |           | Sędzia: Arthur Leask Mace |  |

| 26 grudnia 1899 | FC Barcelona + FC Català | 2:1 | Team Anglès | Velodromo de la Bonanova                      |  |
| 15:00           |                          |     |             | Sędzia: Arthur Leask Mace, Albert Serra Guixà |  |
|                 |                          |     |             | Sędzia: Arthur Leask Mace, Albert Serra Guixà |  |

| 6 stycznia 1900 | FC Barcelona + FC Català | 0:4 | Team Anglès | Velodromo de la Bonanova                |  |
| 15:00           |                          |     |             | Sędzia: J. Caldwell, Albert Serra Guixà |  |
|                 |                          |     |             | Sędzia: J. Caldwell, Albert Serra Guixà |  |

| 28 stycznia 1900 | FC Barcelona | 6:0 | FC Català | Velodromo de la Bonanova |  |
| 15:00            |              |     |           |                          |  |
|                  |              |     |           |                          |  |

| 2 lutego 1900 | FC Barcelona | 2:0 | Escocès FC | Velodromo de la Bonanova |  |
| 15:00         |              |     |            | Sędzia: J. Caldwell      |  |
|               |              |     |            | Sędzia: J. Caldwell      |  |

| 11 lutego 1900 | FC Barcelona | 4:0 | FC Català + Escocès FC | Velodromo de la Bonanova |  |
| 15:00          |              |     |                        | Sędzia: William Mauchan  |  |
|                |              |     |                        | Sędzia: William Mauchan  |  |

| 24 maja 1900 | Team Roig | 1:2 | FC Barcelona | Hipòdrom de Barcelona                    |  |
| 16:30        |           |     |              | Sędzia: John Parsons, Albert Serra Guixà |  |
|              |           |     |              | Sędzia: John Parsons, Albert Serra Guixà |  |